# La salvaje y azul lejanía
La salvaje y azul lejanía es un falso documental de ciencia ficción del director alemán Werner Herzog. Fue estrenado el 5 de septiembre de 2005 en el Festival Internacional de Cine de Venecia, donde fue galardonado con el premio FIPRESCI. Además compitió en el Festival Internacional de Cine de Mar del Plata y en el Festival de Cine de Sitges, en este último consiguió el "Carnet Jove - Mención especial" por la interpretación de Brad Dourif.

## Argumento
La película trata sobre un extraterrestre (interpretado por Brad Dourif) que llegó a la Tierra varias décadas atrás en el tiempo desde un planeta océano (La salvaje y azul lejanía), tras haber experimentado este una glaciación. Su testimonio revela que su raza ha intentado durante años formar una comunidad en la Tierra sin ningún éxito.

## Producción
La mayor parte de la película consiste en material documental de archivo recontextualizado que se mezcla con el material de ficción (en ocasiones fantástico). Esta técnica fue utilizado por Herzog en uno de sus primeros trabajos: Lecciones en la oscuridad.

## Reparto
- Brad Dourif como El extraterrestre.
- Martin Lo como Matemático.
- Roger Diehl como Matemático.
- Ted Sweetser como Matemático.
- Donald E. Williams como Capitán Donald E. Williams.
- Ellen S. Baker como Dra. Ellen Baker.
- Franklin Chang-Diaz como Físico astronauta de plasma.
- Shannon Lucid como Bioquímico astronauta.
- Michael J. McCulley como Piloto astronauta.

## Trivia
Las escenas en el espacio son cortesía de la NASA.